# منتخب السويد لاتحاد الرغبي
منتخب السويد الوطني لاتحاد الرغبي (بالسويدية: Sveriges herrlandslag i rugby union)‏ هو ممثل السويد الرسمي في المنافسات الدولية في اتحاد الرغبي . تأسس في 23 أكتوبر 1949.